# Савет држава Балтичког мора
Савет држава Балтичког мора, СДБМ (енгл. Council of the Baltic Sea States, CBSS) је регионална, међувладина организација земаља око Балтичког мора, као и Исланда и Норвешке. Савет састављају 11 држава чланица уз Европску унију, а још 11 земаља има статус посматрача. Седиште организације је у Стокхолму (Шведска), где се налази Секретаријат Савета. Службени језик СДБМ је енглески.
Савет је основан 1992. године у Копенхагену на састанку министара спољних послова учествујућих држава и представника ЕУ, услед геополитичких промена око Балтичког мора после Хладног рата. Том приликом су само Данска и Немачка биле чланице и Савета и Европске уније, док је данас већина држава у Савету такође део ЕУ. Исланд се придружио заједници 1995. године. Стални Секретаријат је основан 1998. године.
Организација служи за сарадњу у сврхе унапређења економског, социјалног и културног развоја у региону. Три дугорочна приоритета Савета су стварање регионалног идентитета, промовисање одрживог развоја привреде и утврђивање безбедности и сигурности у регији. СДБМ има пет експертних група које се старају за остваривање ових циљева. Главни скупови Савета су седнице министара спољних послова (енгл. CBSS Ministerial Summit), односно шефова влада (енгл. Baltic Sea States Summit), сваки од којих се одржава једном годишње. Главни представник Савета је шеф дипломатије председавајуће државе, која се мења сваке године.
Председавајућа чланица за 2020.–2021. годину је Литванија, а Председник Савета њен министар спољних послова Линас Линкевичијус.

## Структура
Рад СДБМ је усмерен на остваривање три договорена дугорочна приоритета: (1) стварање регионалног идентитета, (2) промовисање одрживог развоја и стварање просперитетне регије и (3) утврђивање сигурности и безбедности у регији. Поред улоге форума за разговор између држава чланица, у Савет спада неколико извршних органа, који служе за остваривање договорених планова.

### Секретаријат
Стални међународни Секретаријат је основан у Стокхолму 1998. услед одлуке на седмој Министарској седници раније те исте године. Улоге Секретаријата се своде на олакшавање рада других органа СДБМ, чување архива и база података организације и одржавање контаката са властима држава чланица, медијима и са другим организацијама које послују у региону. Финансијска средства Секретарија састављају годишњи доприноси држава чланица, која се одређују у складу са буџетом који сваке године одобрава Комитет виших службеника.

### Комитет виших службеника
Комитет виших службеника (енгл. Committee of Senior Officials, CSO) је паралелни одбор који служи за континуирану дискусију и организацију делатности Савета између седница. Комитет се састоји од високих представника министарстава спољних послова 11 држава чланица Савета, као и високог представника Европске уније. Комитет треба да надгледа и координира рад свих структура СДБМ.
Председавајућа држава у Комитету је иста као у Савету. Председавајући у Комитету је представник, обично на нивоу амбасадора, кога именује министарство спољних послова која том приликом има председништво у Савету. Комитет виших службеника надгледа и координира рад експертних група, који се спроводи у сврхе остваривања три дугорочна приоритета.

### Експертне групе
СДБМ има пет експертних група, које се старају за остваривање три дугорочна приоритета. Оне су:
- Експертна група за нуклеарну и радијациону безбедност (енгл. CBSS Expert Group on Nuclear and Radiation Safety)
- Експертна група за поморску политику (енгл. CBSS Expert Group on Maritime Policy)
- Експертна група за одрживи развој (енгл. CBSS Expert Group on Sustainable Development)[13][14][15]
- Експертна група за децу под ризиком (енгл. CBSS Expert Group on Children at Risk)
- Радна група за бробу против трговине људима (енгл. The Task Force against Trafficking in Human Beings)

## Државе чланице
Савет сачињавају 11 држава чланица, а такође стално представништво ЕУ. Десет њих учествују у Савету од његовог зачећа, док је Исланд постао чланица 1995. године. Чланице су:
- Данска
- Естонија
- Исланд (од 1995)
- Летонија
- Литванија
- Немачка
- Норвешка
- Пољска
- Финска
- Шведска
  -  ЕУ – Европска комисија

### Бивше државе чланице
- Русија (суспендована у марту 2022. и повукла се у мају исте године)[16][17]

### Државе посматрачи
Још 11 држава имају статус посматрача. Оне су:
- САД (од 1999)
- Уједињено Краљевство (од 1999)
- Украјина (од 1999)
- Француска (од 1999)
- Италија (од 2000)
- Словачка (од 2001)
- Холандија (од 2001)
- Белорусија (од 2009)
- Румунија (од 2009)
- Шпанија (од 2009)
- Мађарска (од 2016)

## Историја
CBSS су основали министри спољних послова региона у Копенхагену у марту 1992. године као одговор на геополитичке промене које су се десиле у региону Балтичког мора након завршетка Хладног рата. Оснивачи CBSS-а били су Ханс-Дитрих Геншер, Уфе Елеман-Јенсен, Торвалд Столтенберг, Ленарт Мери, Јанис Јурканс, Алгирдас Саударгас, Хенинг Кристоферсен, Паво Вајринен, Андреј Козирев, Маргарета Угтоглас и Крзибиз Скубисзевски. Од свог оснивања, CBSS је допринео обезбеђивању позитивног развоја у региону Балтичког мора и служио је као покретачка снага за мултилатералну сарадњу.
Од 1998. године CBSS опслужује стални међународни секретаријат који се налази у Стокхолму у Шведској, и финансираju га државе чланице. Највиша институција CBSS-а је конференција министара иностраних послова која се састаје једном годишње.
Дана 3. марта 2022, декларацијом 11 чланова CBSS-а суспендована је Русија из активности Савета са тренутним дејством као резултат руске инвазије на Украјину 2022. године. Поред тога, Белорусији, са статусом посматрача, суспендовано је учешће у активностима CBSS-а.

### Председништво
Председник Савета је министар спољних послова председавајуће чланице. Овај положај се мења 1. јула сваке године.
Председавајућа чланица за 2020.–2021. годину је Литванија, а Председник Савета њен министар спољних послова Линас Линкевичијус.
Списак председништава од оснивања:
| - 2020.–2021. Литванија - 2019.–2020. Данска - 2018.–2019. Летонија - 2017.–2018. Шведска - 2016.–2017. Исланд - 2015.–2016. Пољска - 2014.–2015. Естонија - 2013.–2014. Финска - 2012.–2013. Русија | - 2011.–2012. Немачка - 2010.–2011. Норвешка - 2009.–2010. Литванија - 2008.–2009. Данска - 2007.–2008. Летонија - 2006.–2007. Шведска - 2005.–2006. Исланд - 2004.–2005. Пољска - 2003.–2004. Естонија - 2002.–2003. Финска | - 2001.–2002. Русија - 2000.–2001. Немачка - 1999.–2000. Норвешка - 1998.–1999. Литванија - 1997.–1998. Данска - 1996.–1997. Летонија - 1995.–1996. Шведска - 1994.–1995. Пољска - 1993.–1994. Естонија - 1992.–1993. Финска |